# Suncadia
Suncadia ist ein als Planstadt angelegtes gemeindefreies Gebiet und Ferienort im Kittitas County im US-Bundesstaat Washington, das eine Fläche von 25,5 km² einnimmt. Es liegt 80 Meilen (130 km) östlich von Seattle in der Kaskadenkette zwischen Roslyn, Cle Elum und dem Mountains to Sound Greenway-Abschnitt der Interstate 90.
Der Ferienort ist ein Gemeinschaftsunternehmen zwischen Jeld-Wen und Lowe Enterprises als ausführendem Unternehmen. Das Eine-Milliarde-Dollar-Projekt bietet ein Vier-Sterne-Berghotel mit Tagungsräumen, ein Spa, dessen Motto „Bergquellen“ sind, ein Sportzentrum mit Hallen- und Freibad, ein Freiluft-Amphitheater/ See, der im Winter zum Eislaufen genutzt wird, Wanderwege und Erholungszonen, 2.000 Unterkünfte und drei Golfplätze. Es gibt Restaurants und Shops in einem Dorf-Zentrum.
Über 500 Single- und Familien-Unterkünfte wurden 2004 verkauft, so dass ein Ertrag von 125 Mio. US$ generiert werden konnte.
Der öffentliche Raum der Anlage schließt einen 4,9 km² großen Korridor entlang des Cle Elum River ein, welcher für die Öffentlichkeit zugänglich bleibt und ein gemeinsames Projekt (Suncadia Conservancy) der Betreiber mit dem Washington Department of Fish and Wildlife und den Yakama ist. Die Interessen der örtlich ansässigen Einwohner in Bezug auf die Entwicklung des Projekts einschließlich des Korridors nimmt eine RIDGE genannte Graswurzel-Gruppe wahr.
Suncadia, ursprünglich „MountainStar“ genannt, wurde auf ehemaligem Forsteigentum 1996 von der Plum Creek Timber Company durch die Jeld-Wen’s Trendwest Investments errichtet.